# Coprinopsis romagnesiana
Coprinopsis romagnesiana är en svampart som först beskrevs av Rolf Singer, och fick sitt nu gällande namn av Redhead, Vilgalys & Moncalvo 2001. Coprinopsis romagnesiana ingår i släktet Coprinopsis och familjen Psathyrellaceae.  Arten är reproducerande i Sverige. Inga underarter finns listade i Catalogue of Life.